# Е

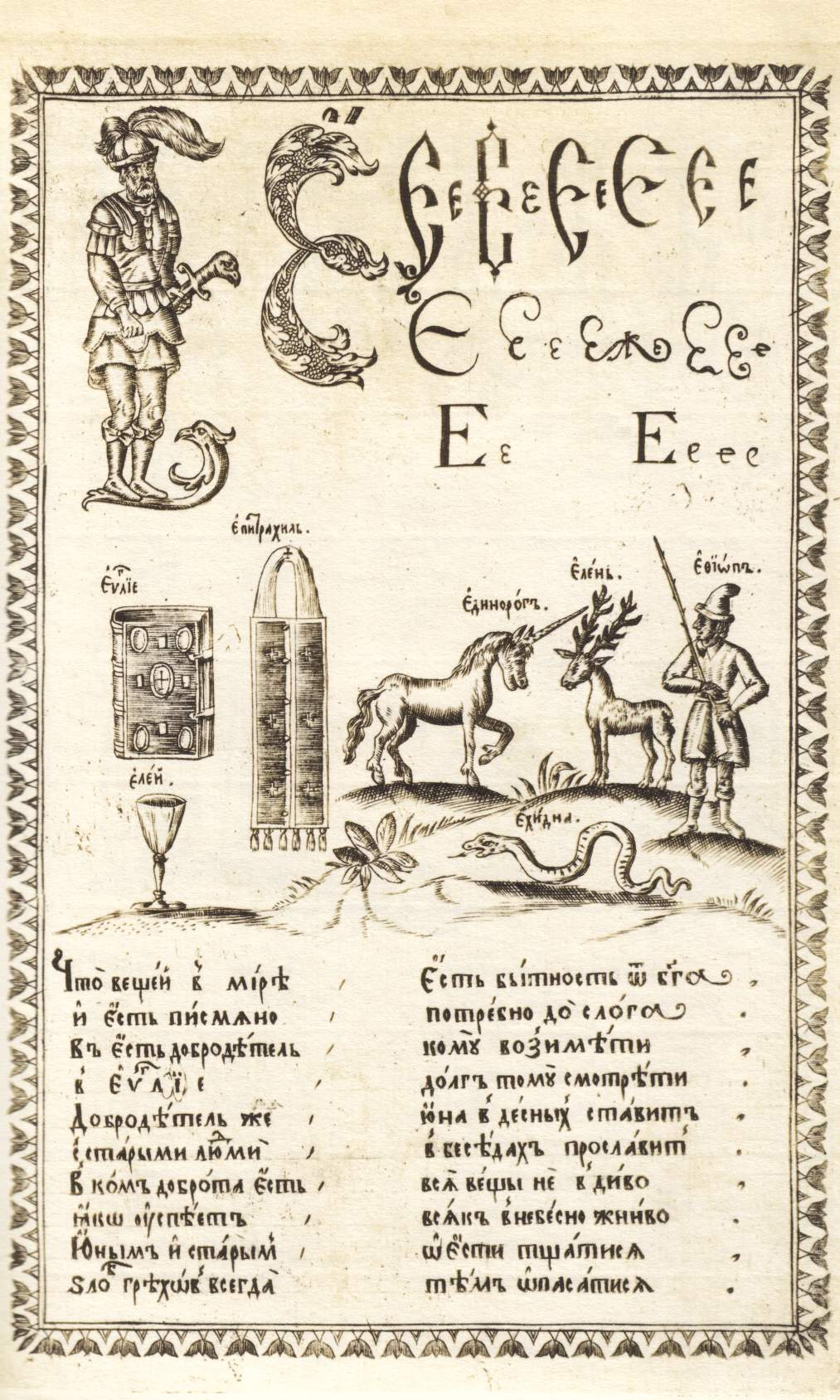
Ye, from Karion Istomin's alphabet book (1694)

Ye, Je, Ie, hoặc đơn giản là E (Е е; in nghiêng: Е е) là một chữ cái trong hệ thống chữ cái Kirin. Trong một số ngôn ngữ, chữ cái này được gọi là E. Nó thường đại diện cho nguyên âm [e] hoặc [ɛ] , giống như cách phát âm của ⟨e⟩ trong từ tiếng Anh "yes". Nó bắt nguồn từ chữ cái Hy Lạp epsilon (Ε ε), và hình dạng rất giống với chữ cái Latinh E hoặc một phiên bản khác của chữ E (Є).
Ye được La tinh hóa bằng cách sử dụng chữ E trong tiếng Latinh cho tiếng Bulgaria, tiếng Serbia, tiếng Macedonia, tiếng Ukraina và tiếng Nga, và đôi khi là tiếng Nga (Озеро Байкал, Ozero Baykal), Je cho tiếng Belarus (Заслаўе, Zaslaŭje), Ye cho tiếng Nga (Европа, Yevropa), và đôi khi là Ie cho tiếng Nga (Nam, Dnieper) và tiếng Belarus (Маладзе́чна, Maladziečna).

## Sử dụng

### Tiếng Nga và tiếng Belarus
- - Ở đầu một từ hoặc sau một nguyên âm, Ye đại diện cho tổ hợp âm vị /je/ (theo phiên âm là [je] hoặc [jɛ]), giống như cách phát âm của ⟨ye⟩ trong " ye s". Tiếng Ukraina sử dụng chữ cái ⟨є⟩ (xem Tiếng Ukraina Ye) theo cách này.
  - Theo sau một phụ âm, Ye chỉ ra rằng phụ âm đó được phát âm vòm và đại diện cho nguyên âm /e/ (theo phiên âm là [e] hoặc [ɛ]), giống như cách phát âm của ⟨e⟩ trong "y e s".  Trong tiếng Nga, chữ ⟨е⟩ có thể theo sau các phụ âm không được phát âm chuẩn, đặc biệt là ⟨ж⟩, ⟨ш⟩ và ⟨ц⟩. Trong một số từ mượn, các phụ âm khác trước ⟨е⟩ (đặc biệt là ⟨т⟩, ⟨д⟩, ⟨н⟩, ⟨с⟩, ⟨з⟩ và ⟨р⟩) cũng không được biến đổi thành vòm, xem E (Kirin). Chữ cái ⟨е⟩ cũng đại diện cho /jo/ (như trong " yogurt") và /o/ sau các phụ âm vòm hóa, ⟨ж⟩ và ⟨ш⟩. Trong những trường hợp này, ⟨ё⟩có thể được sử dụng, xem Yo (Kirin) . Trong các âm tiết không nhấn, ⟨e⟩ đại diện cho các nguyên âm rút gọn như [ɪ] , xem Âm vị học tiếng Nga và Rút gọn nguyên âm trong tiếng Nga.

### Tiếng Bulgaria, tiếng Serbia, tiếng Macedonia, tiếng Ukraina và Rusyn
Chữ cái này được gọi là E, và đại diện cho nguyên âm /e/ (theo phiên âm là [e] hoặc [ɛ]), giống như cách phát âm của ⟨e⟩ trong từ "set".

### Tiếng Mông Cổ
Chữ cái đại diện cho âm /jo/ ở đầu từ (yo đại diện cho /jɔ/), và cũng đại diện cho /je/ ở đầu một số từ và ở giữa hoặc cuối từ và /e/ trong các từ mượn tiếng Nga và phiên âm tên nước ngoài.

### Ngữ hệ Turkic và tiếng Tajik
Trong các ngôn ngữ Turkic sử dụng chữ viết Kirin (chẳng hạn như tiếng Kazakh, tiếng Kyrgyz và tiếng Uzbek) và trong tiếng Tajik, Ye được sử dụng để biểu thị âm vị e ~ ɛ , cả ở cuối từ và ở giữa. Bị cô lập, bắt đầu từ hoặc tiếp theo nguyên âm, chữ cái này được thay thế bằng chữ cái Э . Nếu chữ Ye xuất hiện từ đầu, biệt lập hoặc tiếp theo nguyên âm, nó đại diện cho âm vị /je/~/jɛ/.

## Mã máy tính
| Kí tự               | Е                   | Е                   | е                   | е                   |
| ------------------- | ------------------- | ------------------- | ------------------- | ------------------- |
| Tên Unicode         | CHỮ KIRIN IN HOA IE | CHỮ KIRIN IN HOA IE | CHỮ KIRIN THƯỜNG IE | CHỮ KIRIN THƯỜNG IE |
| Mã hóa ký tự        | decimal             | hex                 | decimal             | hex                 |
| Unicode             | 1045                | U+0415              | 1077                | U+0435              |
| UTF-8               | 208 149             | D0 95               | 208 181             | D0 B5               |
| Tham chiếu ký tự số | &#1045;             | &#x415;             | &#1077;             | &#x435;             |
| KOI8-R và KOI8-U    | 229                 | E5                  | 197                 | C5                  |
| Code page 855       | 169                 | A9                  | 168                 | A8                  |
| Windows-1251        | 197                 | C5                  | 229                 | E5                  |
| ISO-8859-5          | 181                 | B5                  | 213                 | D5                  |
| Macintosh Cyrillic  | 133                 | 85                  | 229                 | E5                  |

## Lien kết ngoài
- Định nghĩa của Е tại Wiktionary
- Định nghĩa của е tại Wiktionary